# Nippon Júsen

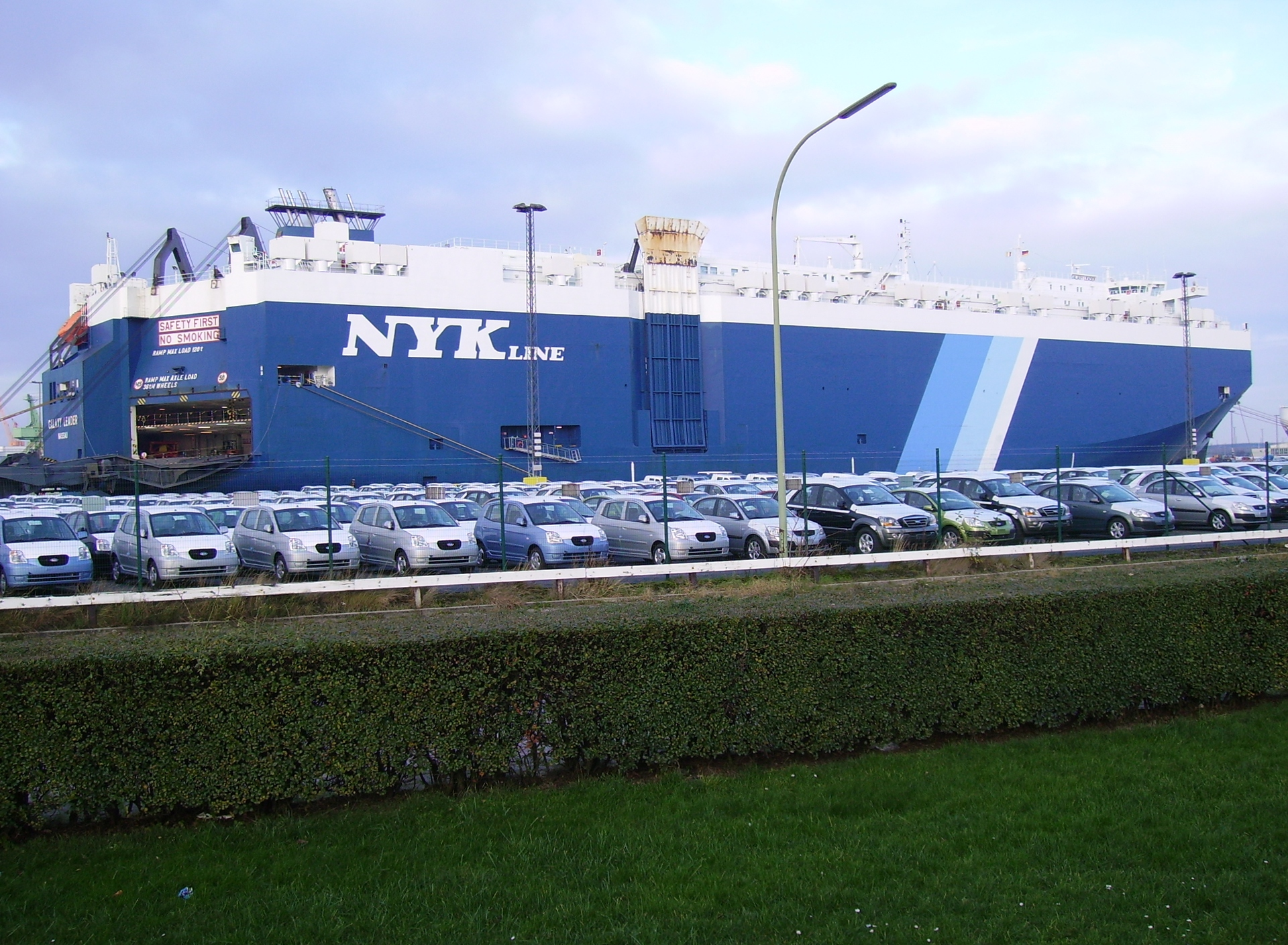
Loď pro přepravu automobilů Galaxy Leader

Nippon Júsen (japonsky: 日本郵船株式会社, Nippon Yūsen Kabushiki-gaisha, NYK Line) je jedna z největších světových dopravních společností. Je součástí japonské korporace Mitsubishi.

## 1870–1900
Společnost vznikla v roce 1870 jako Tsukumo Shokai Shipping. V roce 1975, už jako Mitsubishi Shokai, zavedla společnost první japonskou pasažérskou linku z Jokohamy do Šanghaje. V roce 1885 se společnost sloučila s firmou Kyodo Unyu Kaisha. V té době měla společnost 58 parníků a rychle rostla. Rozšiřovala své linky nejen do dalších východních přístavů, ale i do zámoří, jelikož v roce 1899 otevřela linku do Londýna.

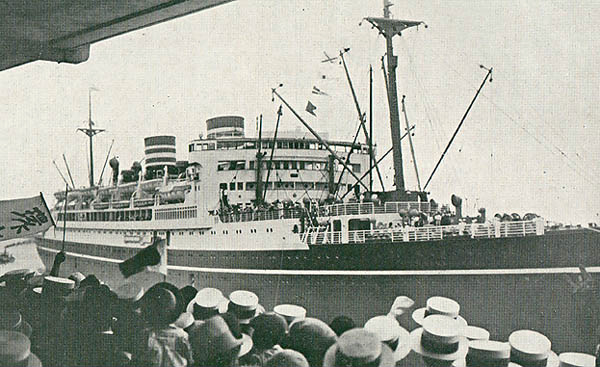
Pasažérská loď Asama-maru v roce 1931

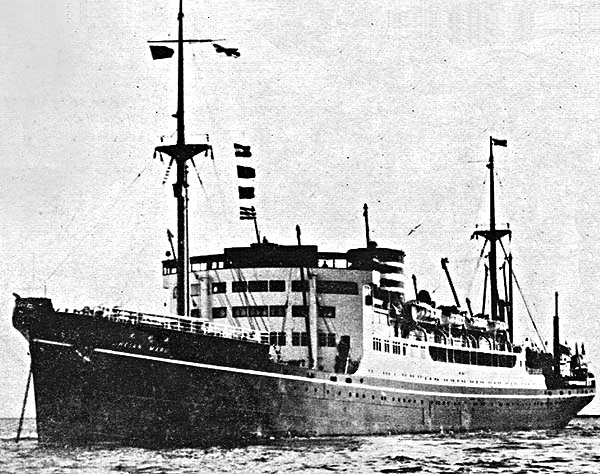
Heian Maru v roce 1937

## 1900–1937
NYC se stala státním monopolem. Před a během druhé světové války jí patřila většina japonských obchodních lodí, tankerů a pasažérských lodí. Provozovala pravidelné linky z Kóbe a Jokohamy do Jižní Ameriky, Jakarty, Melbourne a Kapského Města. Další lodě pluly do San Francisca a Seattlu. Vnitrostátní dopravu společnost provozovala na čínském pobřeží a na horním toku řeky Jang-c’-ťiang. Další linky vedly do Vancouveru, na Havaj, do Austrálie a na Nový Zéland. Nejrychlejší linka doplula za 10 dní z Jokohamy do Seattlu a za měsíc do Evropy.
Vnitrostátní linky spojovaly 78 japonských přístavů, v 38 z nich probíhal zahraniční obchod. Jokohama, Kóbe a Ósaka byly nejdůležitější přístavy pro zahraniční obchod. V těchto přístavech byla registrována třetí, čtvrtá a osmá největší světová obchodní tonáž.
Plavidla NYC také spojovala samotné Japonsko se zámořskými územími (Korea, Sachalin, Kwantung, Tchaj-wan a Jižním Pacifickým mandátním územím) císařství. Během druhé světové války NYC poskytlo své lodě pro válečné operace. Mnoho lodí bylo za války potopeno a i nálety na přístavy způsobily četné škody. Zbylé lodě si spojenci ponechaly jako součást reparací, anebo je předaly osvobozeným asijským zemím.

## 1945-současnost
Přestože za války byla zničena většina flotily NYC, v polovině 50. let už byly její lodě opět k vidění po celém světě. V 60. letech společnost ustoupila od provozu pasažérských lodí a soustředila se na přepravu nákladu. V roce 1968 vyplula do Kalifornie její kontejnerová loď Hakone, první japonská kontejnerová loď a za pár let společnost provozovala řadu kontejnerových linek do dalších přístavů. V roce 1978 firma začala spolupracovat s leteckým nákladním dopravcem Nippon Cargo Airlines a v roce 1985 s americkou železniční společností Southern Pacific Railroad. V roce 1989 dceřiná společnost NYC, firma Crystal Cruises, obnovila provoz pasažérských lodí. V současnosti je 10 největší dopravní společností na světě.